# Cryptocellus leleupi
Espèce
Cryptocellus leleupi est une espèce de ricinules de la famille des Ricinoididae.

## Distribution
Cette espèce est endémique d'Équateur. Elle se rencontre dans les provinces de Tungurahua et de Napo.

## Description
La femelle décrite par Botero-Trujillo, Carvalho, Flórez-Daza et Prendini en 2021 mesure 4,26 mm.

## Publication originale
- Cooreman, 1976 : « Description d'une stase nymphale d'un Ricinulei de l'Ecuador, Cryptocellus leleupi n. sp. » Mission zoologique belge aux Iles Galapagos et en Ecuador (N. et J. Leleup, 1964-1965). Résultats scientifiques. Troisième partie, Koninklijk Museum voor Midden-Afrika, Tervuren, p. 25-52.